# Ère Kōgen
L'ère Kōgen (康元) est une des ères du Japon (年号, nengō, lit. « nom de l'année ») après l'ère Kenchō et avant l'ère Shōka. Cette ère couvre la période allant du mois d'octobre 1256 au mois de mars 1257. L'empereur régnant est Go-Fukakusa-tennō (後深草天皇).

## Changement d'ère
- 1256 Kōgen gannen (康元元年?) : Le nom de la nouvelle ère est créé pour marquer un événement ou une succession d'événements. La précédente ère se termine quand commence la nouvelle, en Kenchō 8.

## Événements de l'ère Kōgen
- 1er septembre 1256 (Kōgen 1, 11e jour du 8e mois) : Kujō Yoritsune, également connu sous le nom de Fujiwara Yoritsune, meurt à l'âge de 39 ans[3].
- 14 octobre 1256 (Kōgen 1, 24e jour du 9e mois) : Kujō Yoritsugu, le fils de Yoritsune et son successeur comme shogun Kamakura, également connu sous le nom de Fujiwara Yoritsugu, meurt à l'âge de 18 ans[3].

| Kōgen     | 1re  | 2e   |
| Grégorien | 1256 | 1257 |